# Станіслав Хлєбовський
Станіслав Хлєбовський (пол. Stanisław Chlebowski; 1835, с. Покутинці, Подільська губернія — 1884, c. Кованувка поблизу Познані) — польський художник-орієнталіст, відомий історичним живописом та батальними сценами. Також писав портрети, жанрові полотна.
Твори С. Хлєбовського представлені у Львівській галереї мистецтв, Національному музеї у Варшаві, музейних зібраннях Стамбула та в інших колекціях.

## З біографії
Походив зі шляхетської родини гербу Порай.
Перші настанови з живопису отримав в Одесі у Олександра Віхерського та Ромуальда Хойнацького.